# Gari tellinella
Gari tellinella är en musselart som först beskrevs av Jean-Baptiste Lamarck 1818.  Gari tellinella ingår i släktet Gari och familjen Psammobiidae. Arten är reproducerande i Sverige. Inga underarter finns listade i Catalogue of Life.